# ديفيد أسبر
ديفيد أسبر هو محامي كندي، ولد في 26 نوفمبر 1958 في وينيبيغ في كندا.